# Michael DiBiase
Michael DiBiase (New York, 24 dicembre 1923 – Amarillo, 2 luglio 1969) è stato un wrestler statunitense di origine italiana. Fu figlio di due immigrati italiani: il padre originario di Ginosa (TA) e la madre di Sant'Antimo (NA), si trasferirono a New York. Il cognome originale della famiglia è De Biasi e non DiBiase, probabilmente un errore dell'anagrafe che ne cambiò il cognome.

## Biografia
Come un lottatore dilettante, DiBiase, in rappresentanza della Marina degli Stati Uniti, era il 1946 AAU campione della divisione UNL dei pesi leggeri e massimi. 

Ha lottato presso la University of Nebraska e ha partecipato al torneo UNL nella NCAA nel 1947 e 1948, perdendo il suo primo match entrambi gli anni. 

DiBiase esordì nel wrestling professionistico nel 1950 e nel 1963, DiBiase è diventato la vittima knockout 131 e l'ultimo pugile dei pesi massimi leggeri Archie Moore.
DiBiase fu il padre adottivo del wrestler professionista "The Million Dollar Man", Ted DiBiase ed era sposato con la madre di Ted, Helen Hild (anch'essa una wrestler professionista) ed era il nonno di Mike, Ted Jr. e Brett DiBiase.

## Morte
DiBiase è uno dei pochi lottatori professionisti a essere morto durante un match. Il 2 luglio 1969 a Lubbock, Texas, all'età di 45 anni, ha subito un attacco di cuore fatale sul ring durante un incontro con Man Mountain Mike. Harley Race, rendendosi conto che DiBiase stava soffrendo un vero attacco di cuore, tentò di eseguire una rianimazione cardiopolmonare su DiBiase e poi salì in ambulanza insieme a lui fino all'arrivo in ospedale. DiBiase fu dichiarato morto all'arrivo in ospedale e riposa nel cimitero di Sunset a Willcox, Arizona.

## Titoli e riconoscimenti
American Wrestling Association
- AWA Midwest Heavyweight Championship (3)
- AWA Midwest Tag Team Championship (2) - con Bob Orton (1) e The Avenger (1)

Central States Wrestling
- NWA Central States Heavyweight Championship (3)

Championship Wrestling from Florida
- NWA Brass Knuckles Championship (Florida version) (1)
- NWA Southern Heavyweight Championship (Florida version) (1)

NWA Chicago
- NWA World Tag Team Championship (Chicago version) (1) - con Plechas Danny

NWA Tri-State
- NWA World Junior Heavyweight Championship (1)

NWA Western States Sports
- NWA International Tag Team Championship (Amarillo version) (1) - con Plechas Danny
- NWA North American Heavyweight Championship (Amarillo version) (3)
- NWA North American Tag Team Championship (Amarillo version) (4) - con Danny Plechas (2), Dr. X (1), e Fritz Von Erich (1)
- Southwest NWA Junior Heavyweight Championship (1)

Pacific Northwest Wrestling
- NWA Pacific Northwest Heavyweight Championship (1)

Southwest Sports, Inc.
- NWA Brass Knuckles Championship (Texas version) (1)
- NWA Texas Tag Team Championship (2) - con Danny Plechas

World Wrestling Association (Los Angeles)
- WWA Americas Heavyweight Championship (1)
- WWA World Heavyweight Championship (1)
- WWA World Tag Team Championship (1) - con Killer Karl Kox

Altri titoli
- Rocky Mountain Heavyweight Championship (1)
- Rocky Mountain Tag Team Championship (1) - con Juan Garcia